# Silencioso

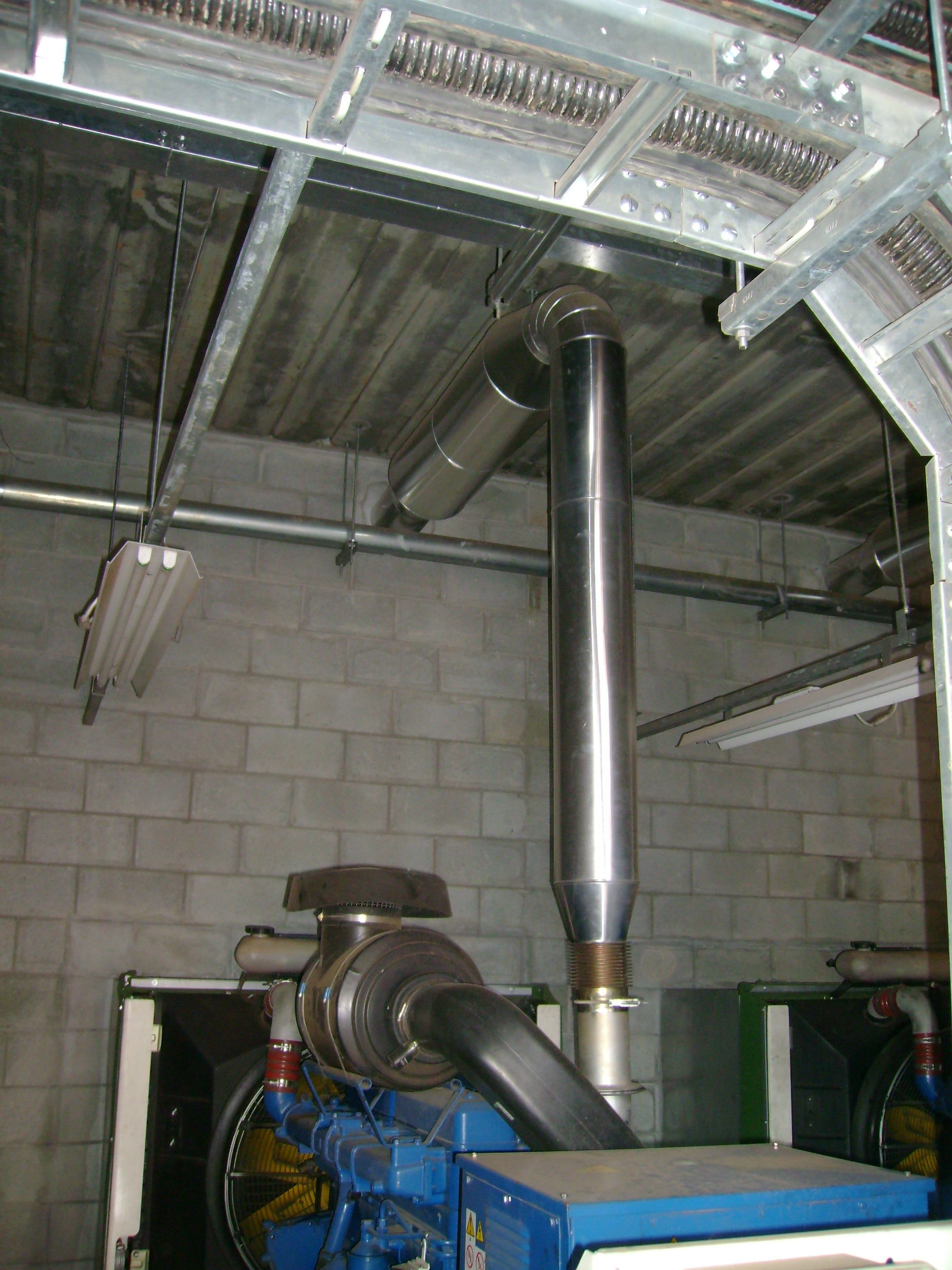
Silencioso em aplicação em grupo gerador

Silencioso é um termo geralmente aplicado a uma estrutura de exaustão, popularmente conhecida como escapamento, utilizado em diversos tipos de equipamentos, como veículos automotores, geradores de energia, saídas de gases de caldeiras, e motores estacionários, nos quais é necessária a atenuação de ruído.